# Hammarby IF Innebandy
Hammarby IF Innebandy, startad 1993 av Ari Juustovaara, är den svenska idrottsföreningen Hammarby IF:s innebandysektion. Damlaget spelar i Division 1 Östra men har tidigare gjort säsonger i Svenska Superligan för damer. Herrlaget som för närvarande spelar i Division 2 Östra Svealand startade under säsongen 2008 ett projekt kallat Bajen till 1000 som gick ut på att ta sig till Svenska Superligan inom två år. Albert Östman är även kapten i damernas div. 2 lag.